# Natuurpark Sierra Norte de Guadalajara

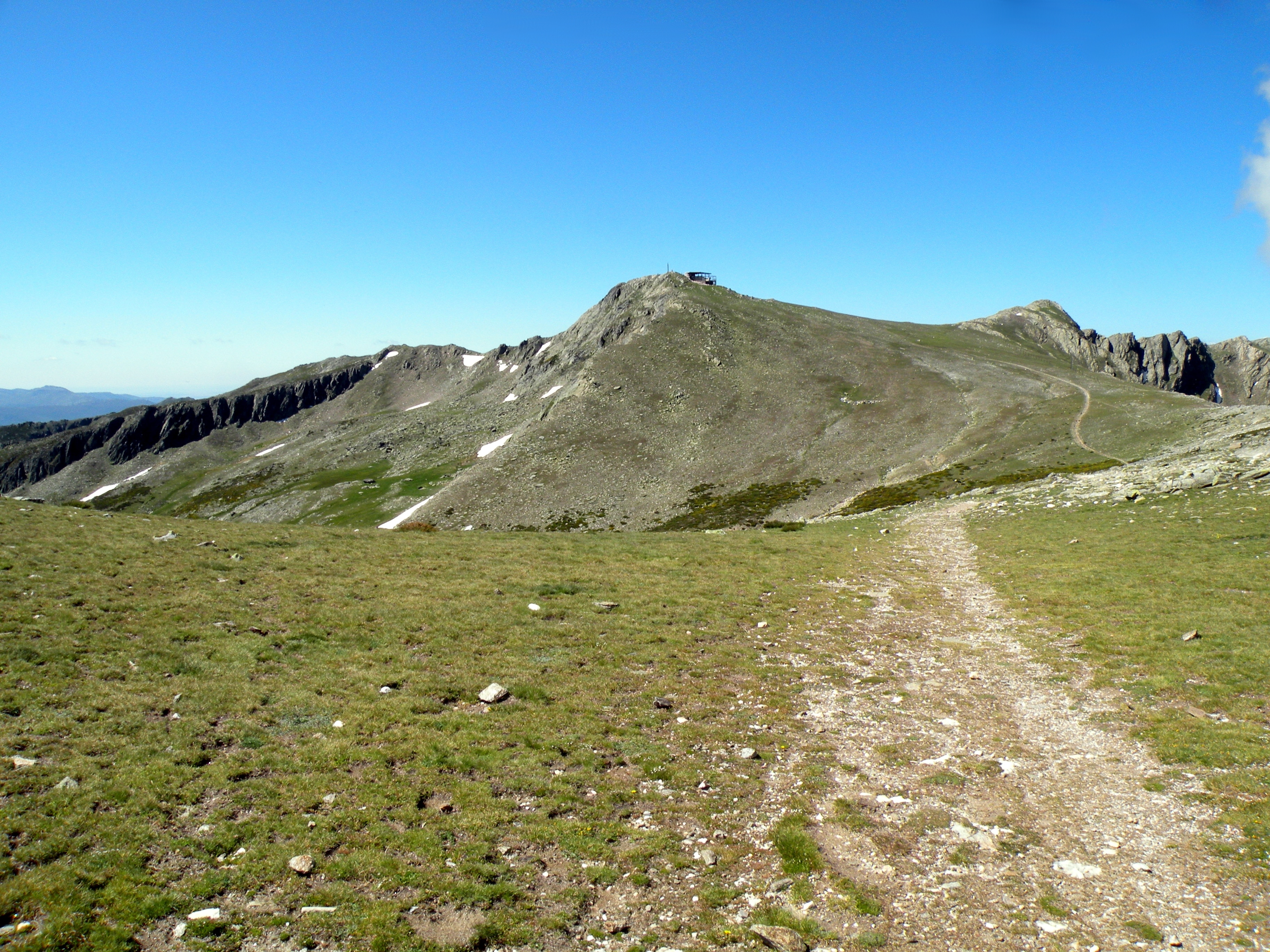

Het Natuurpark Sierra Norte de Guadalajara (Spaans: Parque natural de la Sierra Norte de Guadalajara) is een natuurpark in Castilië-La Mancha in Spanje. Het natuurpark werd opgericht in 2011 en is 125772 hectare groot. Het natuurpark omvat bergen van de Sierra de Ayllón in het Castiliaans Scheidingsgebergte en bossen (onder andere het werelderfgoed-beukenbos van het vroegere Natuurpark Hayedo de Tejera Negra).